# Are Nakkim
Are Nakkim (* 13. Februar 1964 in Moss) ist ein ehemaliger norwegischer Leichtathlet, der eine Silbermedaille bei Europameisterschaften gewann.

## Sportliche Karriere
Are Nakkim startete für Moss IL. Er war norwegischer Meister im 1500-Meter-Lauf 1990. Über 5000 Meter gewann er den Titel 1986, sowie von 1988 bis 1990. Im 10.000-Meter-Lauf siegte er 1984. 1985 und 1986 erlief er den Titel im 3000-Meter-Hindernislauf. Seine Bestleistungen von 13:19,82 Minuten über 5000 Meter und von 27:37,52 Minuten über 10.000 Meter wurden als norwegische Landesrekorde erst 2000 und 2019 unterboten.
Bei den Europameisterschaften 1986 in Stuttgart trat Nakkim im Hindernislauf an. Mit 8:42,95 Minuten schied er im Vorlauf aus. Vier Jahre später bei den Europameisterschaften 1990 in Split ging Nakkim zuerst über 10.000 Meter an den Start. Der Italiener Salvatore Antibo lief im Alleingang voran und siegte mit deutlichem Abstand in 27:41,27 Minuten. Um die anderen Medaillen kam es zu einer Spurtentscheidung. Nakkim wurde Zweiter in 28:04,04 Minuten vor dem zweiten Italiener Stefano Mei in 28:04,46 Minuten. Drei Tage später schied Nakkim in den Vorläufen über 5000 Meter aus.
1992 beendete Nakkim seine aktive Laufbahn wegen Herzproblemen.